# نوئل سیتکایی
نوئل سیتکایی (نام علمی: Picea sitchensis) نام یک گونه از سرده کاج نوئل است.